# Intermosane
Intermosane est un des gestionnaires de réseau de distribution d'électricité et de signaux de télédistribution de la province de Liège (Belgique).
Territoires desservis: 